# Печать президента Украины

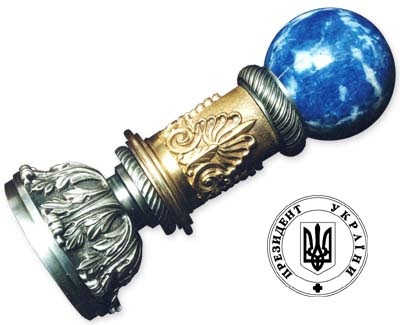
Изображение печати

Гербовая печать Президента Украины — один из официальных символов Президента Украины. Гербовая печать Президента Украины используется для удостоверения подписи Президента Украины на грамотах, удостоверениях к президентским знакам отличия и почетных званий Украины, а также на посланиях Президента Украины главам других государств.

## Описание
Печать с надписью «Правительство УНР в изгнании» (лат. exilium — в изгнании) хранилась у находившегося в эмиграции президента — Николая Плавьюка и после провозглашения независимости была передана всенародно избранному Президенту Украины Леониду Кравчуку.
Печать имеет круглую форму. В центре — изображение малого Государственного Герба Украины, над которым по кругу написано «Президент Украины». Под изображением малого Государственного Герба Украины стилизованное изображение награды Президента Украины «Ордена князя Ярослава Мудрого». Рукоятка президентской печати украшена лазуритовым шаром, который, благодаря фактуре камня, по внешнему виду напоминает снимок Земли из космоса. Тубус печати позолоченный, поэтому цветовая гамма соответствует национальному флагу Украины: голубой верх и жёлтый низ. Изготовлена печать из серебра и весит почти 500 грамм. Гербовая печать Президента Украина имеет бортик и по кругу окаймлена декоративной каймой. Печать производится в четырех экземплярах, один из них эталон, находящийся на хранении и для удостоверения подписи президента не используется.
Знак Президента Украины возлагается на новоизбранного Президента Украины, Гербовая печать Президента Украины и Булава Президента Украины вручаются вновь избранному Президенту после принесения им присяги.
Автор печати в 1999 году — Алексей Валерьевич Руденко, заслуженный художник Украины, доцент кафедры графики издательско-полиграфического института Национального Технического университета Украины «КПИ». Её изготовил за неделю киевский ювелир Михаил Чебурахин. 
Первый Президент получивший  официальные символы Президента Украины - Леонид Данилович Кучма.